# Promachus yesonicus
Promachus yesonicus là một loài ruồi trong họ Asilidae. Promachus yesonicus được Bigot miêu tả năm 1887.

## Hình ảnh

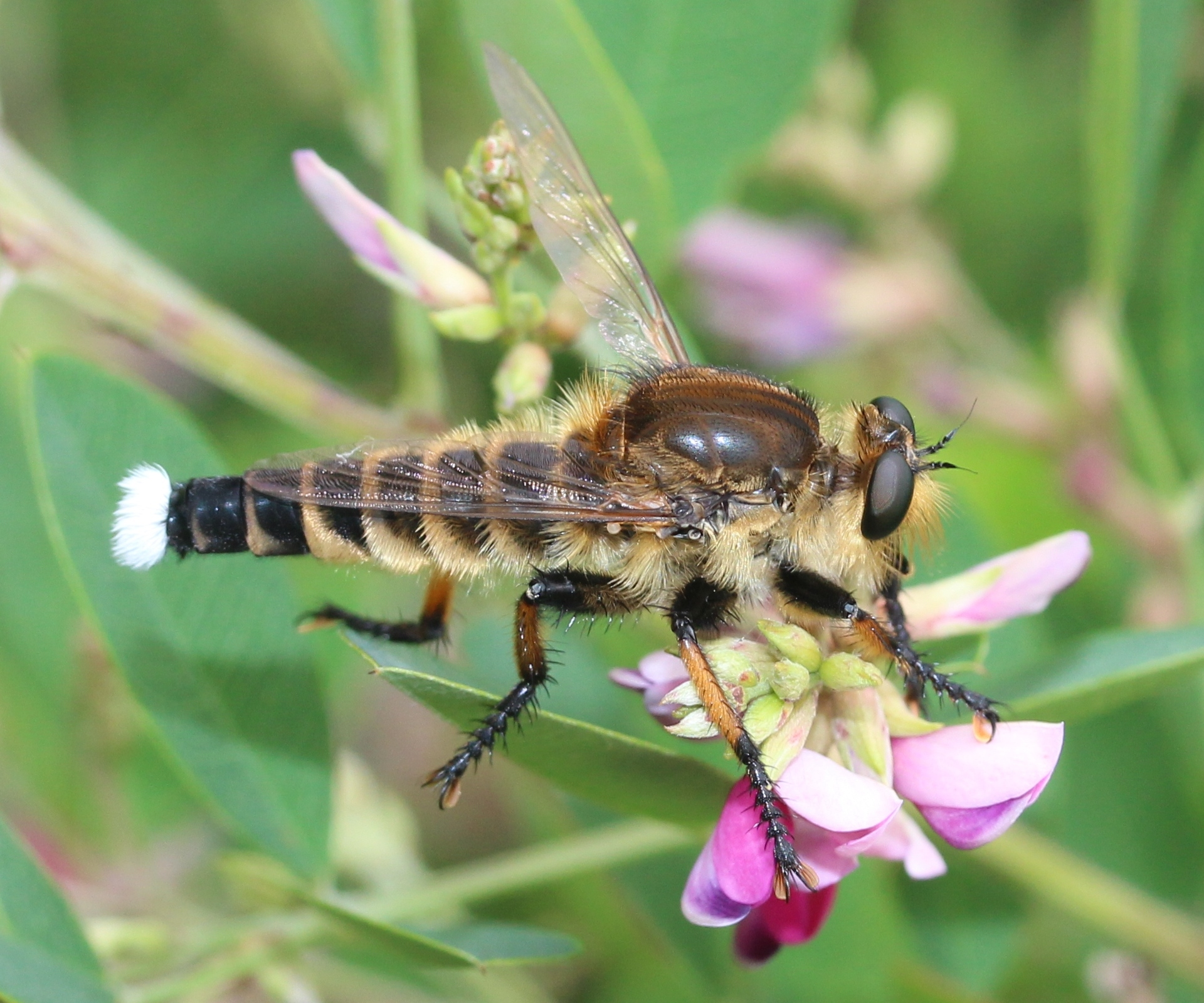
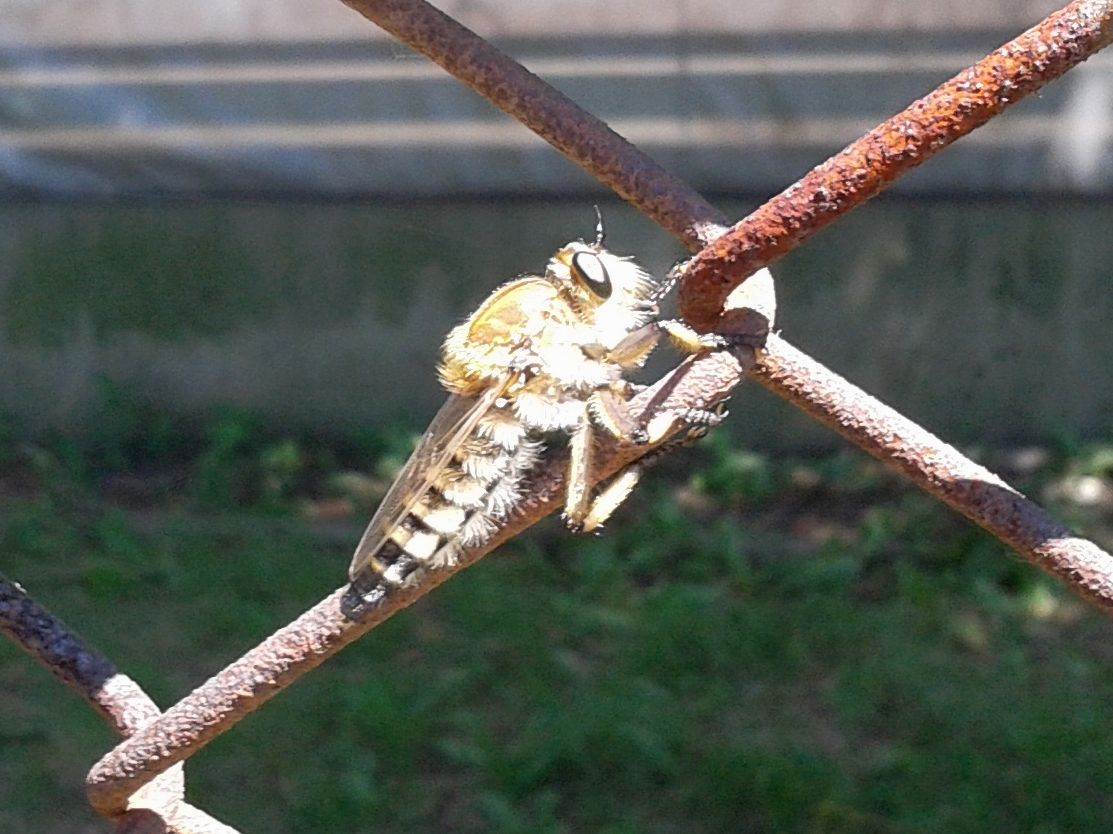